# 東京農業大学地域環境科学部・大学院地域環境科学研究科
東京農業大学地域環境科学部（とうきょうのうぎょうだいがくちいきかんきょうかがくぶ、英称：Faculty of Regional Environment Science）は、東京農業大学に設置され、農学の一分野である林学、農業工学、造園学、地域創生学を中心とする教育、研究がなされる学部、およびその名称。
東京農業大学大学院地域環境科学研究科（とうきょうのうぎょうだいがくだいがくいんちいきかんきょうかがくけんきゅうか、英称：Graduate School of Regional Environment Science）は、同大学大学院に設置されている大学院研究科。

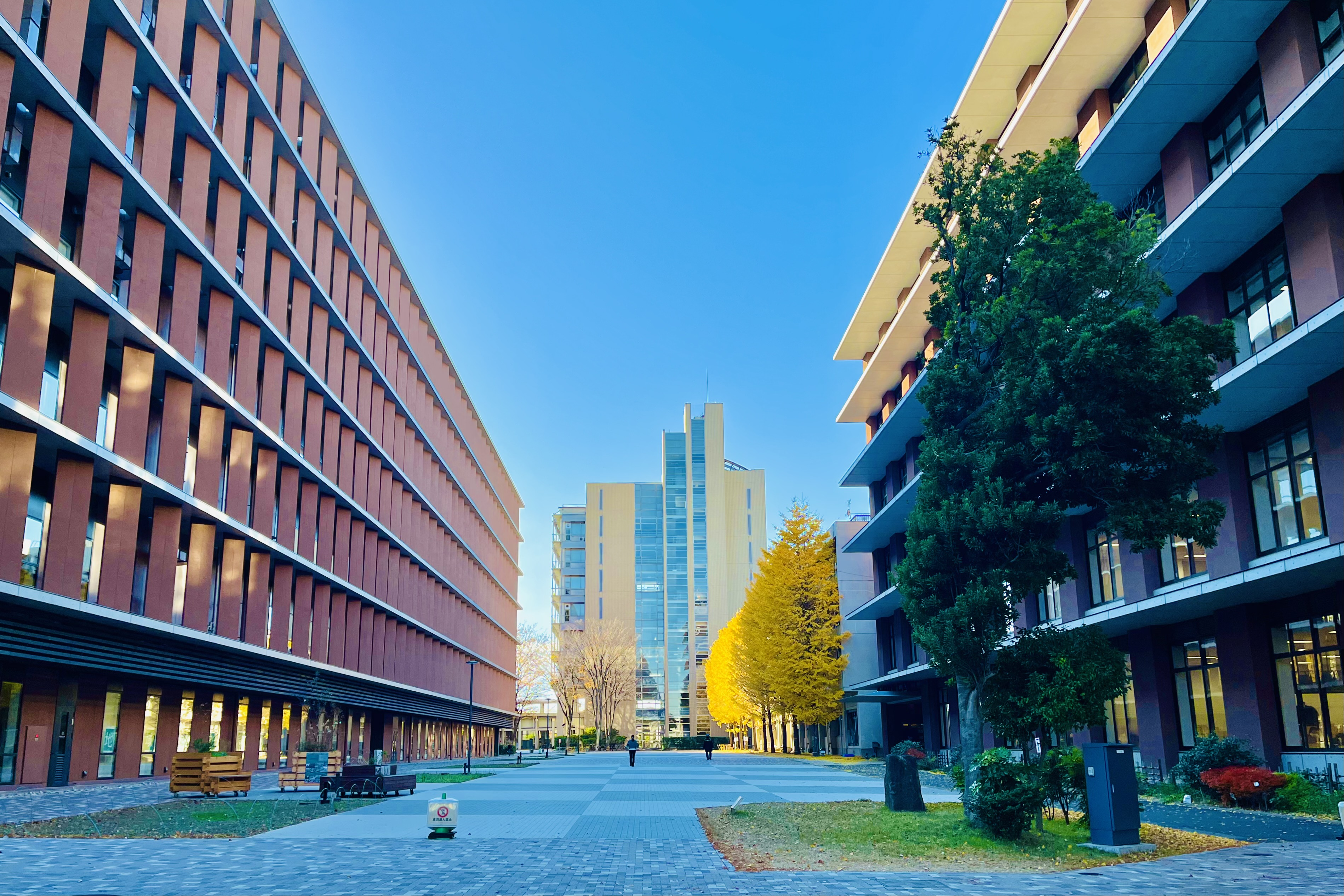
設置されている世田谷キャンパス

地域環境科学部は1998年に農学部を改組して設置。地域環境科学研究科は2021年に農学研究科を改組して設置。

## 組織構成
学部
- 森林総合科学科
- 生産環境工学科
- 造園科学科
- 地域創成科学科
  - 自然再生分野
  - 地域マネジメント分野

大学院研究科
- 林学専攻
- 農業工学専攻
- 造園学専攻
- 地域創成科学専攻

生産環境工学科と造園科学科では、日本技術者教育認定機構（JABEE）に認定された技術者教育プログラムのもとで教育を行っている。
この学部は該当分野での公務員合格者が非常に多い。

## 造園科学科・造園学専攻
旧造園学科。1998年学科改組以来、造園科学を教授。環境計画・設計分野、ランドスケープ資源・植物分野、景観建設・技術分野、の 3分野、さらにそれぞれの分野に属する 12研究室が設けられていたが（景観政策学研究室、ガーデンデザイン研究室、都市緑地計画学研究室、ランドスケープデザイン研究室、自然環境保全学研究室、観光レクリエーション研究室、造園樹木学研究室、ランドスケープエコロジー研究室、造園地被学研究室、都市緑化技術研究室、造園建設工学研究室、景観材料研究室）、現在は下記のとおり3分野5研究室に改組されている。
関連大学院専攻は地域環境科学研究科に造園学専攻が設けられている。

### 沿革
- 1924年 - 上原敬二が学科の前身となる東京高等造園学校を設立
- 1941年 - 1891年創設の徳川育英会育英黌農業科を前身とし、専門学校令により開学した私立東京農業大学に、東京高等造園学校を移譲決定し合併
- 1942年 - 私立東京農業大学に専門部造園科を設置
- 1943年 - 造園科を緑地土木科に名称変更
- 1946年 - 科名を緑地科と改名
- 1949年 - 学校教育法による学校法人東京農業大学の開学により、農学部が開設され、緑地科は同学部緑地学科に改組
- 1953年 - 大学院設置。大学院農学研究科修士課程農学専攻開設
- 1956年 - 農学部緑地学科を大学農学部造園学科へ改称
- 1962年 - 大学院農学研究科博士課程農学専攻開設
- 1970年 - 造園科学科と造園学の発展をはかるために造園大賞を制定
- 1985年 - 総合研究所に環境緑化部会設立
- 1990年 - 大学院を改組。大学院農学研究科修士課程造園学専攻を設置
- 1998年 - 農学部を改組し、地域環境科学部を開設。造園学科を造園科学科へ改称
- 2002年 - 農学研究科博士後期課程設置。修士課程造園学専攻を博士前期課程造園学専攻に改称
- 2021年 - 農学研究科を改組し、地域環境科学研究科を開設。造園学専攻は同研究科に
- 2024年 - 創立100周年を迎える

### 研究室組織
環境計画・設計分野
- 景観計画学研究室
- ランドスケープデザイン・情報学研究室

ランドスケープ資源・植物分野
- 造園植物・樹芸学研究室
- 緑化植栽学研究室

景観建設・技術分野
- 庭園技法材料学研究室

### 歴代教員
東京農業大学の人物一覧#教職員参照。

### 学科卒業生
東京農業大学の人物一覧（特に「教育」、「農林水産」）を参照。
他
- 伊藤敏朗（目白大学教授、映画監督）
- 寄神宗美（陶芸家・オブジェ作家）
- Shima：Ai（ワークショップエンターテイナー）
- 猪爪範子（元由布院温泉観光協会事務局長）
- 浅井くにお（議員）
- 藤吉秀樹（建築家）
- 平嶋丈山（細川流盆石総石督）
- 吉田哲夫（横浜市都筑区長、横浜市緑の協会理事長）
- 柳原一成（近茶流宗家。柳原料理教室主宰）
- 大野安之（漫画家）
- 高橋進 (アナウンサー）
- 谷川太郎（登山家）
- 桂川孝裕（京都府亀岡市長）
- 芳岡ひでき（イラストレーター）
- 古賀学 (観光学者）
- 安達曈子（華道家）

## 地域創成科学科・地域創成科学専攻
2017年地域環境科学部に地域創成科学科を開設。
```
地域創成科学科は，自然再生分野と地域マネジメント分野の２つの教育研究分野で構成され，生物多様性や生態系に配慮した土地利用方法，農業基盤に関連する防災を含む保全・管理技術，環境アセスメント手法やそれらを連携する事業，地域マネジメント手法，環境教育といった教育研究を通じて，多様な生物を育む伝統的産業である「農」の振興を基軸とし，人々の安心・安全な生活を維持できる持続可能で豊かな地域社会の創成に資する人材の育成を目標としています。そして，この人材育成目標こそが，本学の建学の精神である「人物を畑に還す」＝「人物を地域に還す」を具現化するものであります。
```

研究室の構成は、自然再生分野に保全生態学研究室と地域環境保全学研究室、地域マネジメント分野に地域環境工学研究室と地域デザイン学研究室がそれぞれ存在する。
2016年に募集停止した東京農業大学短期大学部環境緑地学科のうち、自然再生分野は同学科にあった緑地建設・植栽学研究室をベースに保全生態学研究室を、また緑地生態学研究室や緑地生態学研究室をベースに地域環境保全学研究室を、地域マネジメント分野は緑地計画学研究室をベースに地域デザイン学研究室を、また#生産環境工学科の水利施設工学研究室をベースに地域環境工学研究室を立ち上げている。